# Auron Mein Kahan Dum Tha
Pour plus de détails, voir Fiche technique et Distribution.
Auron Mein Kahan Dum Tha est un film d'action indien réalisé par Neeraj Pandey et sorti en 2024,.

## Fiche technique
- Titre original : Auron Mein Kahan Dum Tha
- Réalisation : Neeraj Pandey
- Scénario : Neeraj Pandey
- Musique : M. M. Keeravani
- Photographie : Sudhir Palsane
- Son : Debasish Mishra
- Montage : Kathikuloth Praveen
- Décors :
- Costumes : Ragini Aswani
- Production : Sangeetha Ahir, Shital Bhatia, Narenda Hirawat et Kumar Mangat Pathak
  - Production exécutive : Syed Zaid Ali et Roohani Yagnik
- Société de production : NH Studioz, Friday Filmworks, Panorama Studios, Reliance Entertainment et Zeal Z Entertainment Services
- Société de distribution : Friday Entertainment
- Pays de production :  Inde
- Langue originale : hindi
- Format :
- Genre : Film d'action
- Durée : 140 minutes
- Dates de sortie :
  - France : 2 août 2024
  - Inde : 2 août 2024

## Distribution
- Ajay Devgan : Krishna
- Tabu : Vasudha
- Jimmy Shergill : Abhijeet
- Saiee Manjrekar : Vasudha jeune
- Shantanu Maheshwari : Krishna jeune
- Benedict Garrett : Matthew
- Pushpendra Singh